# 瘤鬚真巨口魚
瘤鬚真巨口魚（学名：Eustomias cancriensis）为輻鰭魚綱巨口鱼目巨口鱼科的其中一種。分布於印度太平洋及東南大西洋海域，為深海魚類，棲息深度0-1500公尺，體長可達17.5公分。

## 扩展阅读
維基物種上的相關：瘤鬚真巨口魚